# Federação Cabo-Verdiana de Voleibol
A Federação Cabo-Verdiana de Voleibol  (FCVV) é  uma organização fundada em 1988 que governa a pratica de voleibol em Cabo Verde, sendo membro da Federação Internacional de Voleibol e da Confederação Africana de Voleibol, a entidade é responsável por  organizar  os campeonatos nacionais de  voleibol masculino e feminino no país.